# 血の金曜日事件 (1972年)
血の金曜日事件（ちのきんようびじけん、英: Bloody Friday）はIRA暫定派によって1972年7月21日にベルファストで引き起こされた一連の爆破事件である。80分間に20発の爆弾が爆発し、9人の死者（うち2人は英国軍兵士）と130人の負傷者を出した。爆弾の多くは車爆弾であり、同日に爆発地点に直接運転され運び込まれた。
爆破の一部はIRAとイギリス政府の交渉決裂に対する報復として行われた。1969年にIRAの運動が開始して以来、IRAは北アイルランドの経済的、軍事的、政治的な標的に対して、協同して爆破テロ行為を行ってきた。IRAは1972年にはあわせて1300件の爆破事件を起こしており、血の金曜日事件を契機として、10日後にイギリス陸軍はモーターマン作戦を開始した。

## 概要
1972年6月下旬と同年7月上旬に、ウィリアム・ホワイトロー率いるイギリス政府の派遣団が、IRA暫定派のリーダーと秘密裏に交渉を行った。交渉の一部として、IRA暫定派は6月26日からの一時停戦に同意したが、IRA暫定派のリーダーは平和的な解決を望むとして、1975年までにイギリスが北アイルランドから撤退すること、IRA囚人の解放を要求した。しかしながら、英国政府は要求を拒否し、交渉は決裂した。その後、7月9日に停戦が破られた。
事件は交渉決裂に対する報復として起こった。IRA暫定派の参謀長であるショーン・マク・スティフォンによると、爆破作戦の目的は経済的な損失を与えることであった。この事件は「IRAは要求が受諾されない限り、経済的な大損害を引き起こす準備があり、その意思もあるというイギリス政府へのメッセージ」であった。また、6カ月前に発生した血の日曜日事件に対する報復でもあるとする見方もある。血の金曜日事件における爆破テロはIRA暫定派ベルファスト旅団員によって実行され、主犯は司令官であるブレンダン・ヒューズであった。あわせて26発の爆弾が設置され、爆発により11人が死亡、130人以上の市民が負傷し、多くの負傷者が手足を失う重傷を負った。爆破事件の最中、ベルファストの中心部は、「まるで大砲の集中砲火を受ける街のようだった。次から次へと爆発が起こるにつれて、息が出来なくなるような煙が建物を包み、パニックに陥る買い物客たちの甲高い悲鳴をほとんどかき消してしまうほど」であったという。負傷者のうち77人は女性と子どもだった。
ベルファスト旅団は犯行を認め、警察には爆弾の爆発前に地元メディアを通じて警告していたとし、出版社とサマリア人協会、 公衆保護機関には「それぞれの爆発の少なくとも30分から1時間前には爆弾の場所を知らせていた」と主張した。マク・スティフォンは「爆破地点から即座に人払いをするのであれば、メガホンをもった一人の男さえいれば十分だ」と言い、死者を出した2発の爆弾についての警告は「戦略方針上の理由」のため、イギリス政府によって意図的に無視されたと申し立てた。警察はいたずらの通報も受け取っており、そのことが市街に混沌をもたらした。爆弾が爆発する前に、王立アルスター警察（RUC）と イギリス陸軍が十分に市民を避難させることができたのは、一部の地域のみであった。加えて、大量の爆弾がベルファスト中心部の限られた地域に設置されたため、一つの爆破地点から避難した人々が誤って別の爆弾が設置された付近に避難してしまうことがあった。
2002年、事件より30周年の慰霊式に際し、IRAは死傷したすべての民間人の家族に公式に謝罪を発表した。

## 時系列
当時の地方紙、全国紙の初版に掲載された当事件の記事は、当然ながら事件の詳細について幾分かの混乱が見られた。以下のタイムテーブルは大まかなものでありBST (GMT+1) 基準で考えたものである。 詳細は複数の記事に基づいて記載されている。
午後2：10（スミスフィールドバスステーション）
車爆弾がスミスフィールドバスステーション構内で爆発し、一帯に甚大な被害を引き起こした。
午後2：16（ブルックヴェイルホテル）
爆弾（50ポンド〔23 kg〕の爆発物を含んでいたと推定される）がブルックヴェイル通り沿いのブルックヴェイルホテルで爆発した。サブマシンガンで武装した3人の男がスーツケース爆弾を設置した。一帯の市民は避難し、負傷者は出なかった。爆発時刻を午後2:36とする情報もある。
午後2：23（ヨーク・ストリート駅）
スーツケース爆弾（30ポンド〔14 kg〕の爆発物を含んでいたと推定される）がプラットホームで爆発し、駅構内を破壊、屋根を吹き飛ばした。爆発時刻を午後3:03とする情報もある。
午後2：45（クラムリン通り）
車爆弾がクラムリン通りのスタータクシー乗り場で爆発した。近くにはクラムリン通り刑務所とその看守の自宅があった。午後3:25に2つの爆弾が爆発したとする情報もある。
午後2：48（バス停、オックスフォード通り）
北アイルランドでも最も活気のあるバスステーションであるアルスターバスの駅の外で車爆弾が爆発した。爆発物を積まれたセダンが駅の背後に運び込まれた。爆発は、最多の死傷者を出した。一部の被害者は爆発でばらばらになっており、英国当局は当初、11人が死亡したと見積もった。爆発時、避難指示は出されていたが依然として人々で混雑していた。英国軍所属のスティーヴン・クーパー（19歳）とフィリップ・プライス（27歳）が爆発時に爆弾の近くにいたため即死した。アルスターバスに勤めていたプロテスタントの一般人、ウィリアム・クローザーズ（15歳）、トーマス・キロップス（39歳）、ジャッキー・ギブソン（45歳）が死亡した。 アルスター防衛同盟の一員であった、アルスターバス職員であるプロテスタントの、ウィリアム・アーヴィン（18歳）も死亡した。爆発時、クローザーズ、キロップス、アーヴィンの3名は爆弾の捜索を手伝っており、爆発に巻き込まれた。バス運転手のジャッキー・ギブソンは爆発のちょうど数分前にバスのルートを回り終えたところであった。また、約40人の被害者が重軽傷を負った。爆発時刻を午後3:10とする情報もある。
午後2：48（ベルファスト・グレート・ヴィクトリア・ストリート駅）
駅のバス乗り場でヴァンに仕掛けられた爆弾が爆発した。4台のバスが破壊され、44人が負傷した。近くのサンディ通り沿いにあったマリー煙草工場も損害を被った。
午後2：50（アルスター銀行、ライムストーン通り）
ライムストーン通り沿いのアルスター銀行の外で車爆弾（50ポンド〔23 kg〕の爆発物を含んでいたと推定される）が爆発した。避難指示は出ておらず、負傷者が出た。爆破時刻を午後2:40とする情報もある。
午後2：52（ボタニック駅、ボタニック通り）
駅構外で車爆弾（50ポンド〔23 kg〕の爆発物を含んでいたと推定される）が爆発した。建造物に大きな損害が出たものの、重傷者は出なかった。
午後2：55（クイーンエリザベス橋）
クイーンエリザベス橋で車爆弾（160ポンド〔73 kg〕の爆発物を含んでいたと推定される）が爆発した。橋の骨格に多少の損害が出た。
午後2：57（リヴァプールフェリー乗り場、ドニゴール埠頭）
ベルファストのドニゴール埠頭にあるリヴァプールフェリーターミナルで車爆弾（50ポンド〔23 kg〕の爆発物を含んでいたと推定される）が爆発した。近くのリヴァプールバーが甚大な被害を被った。
午後2：57（ガス会社事業所、オーモー通り）
ガス会社事業所の外で車爆弾（50ポンド〔23 kg〕の爆発物を含んでいたと推定される）が爆発し、甚大な被害を及ぼした。
午後2：59（ガーモイレ通り）
武装した男が小包爆弾をジョン・アーヴィン種子商の建造物に設置し、建造物が破壊された。
午後3：02（アグネス通り）
シャンキルロードの英国政府支持者の地域である、アグネス通りの住宅地で車爆弾（30ポンド〔14 kg〕の爆発物を含んでいたと推定される）が爆発した。この地域は警告がなされていなかったが、重傷者は出なかった。
午後3：04（M2高速自動車道路架橋、ベルビュー）
北ベルファストのベルビューに位置するM2高速自動車道路で、車爆弾（30ポンド〔14 kg〕の爆発物を含んでいたと推定される）が部分的に爆発した。爆弾が一部しか爆発しなかったため、近隣の建物は被害を受けなかった。
午後3：05（ガソリンスタンド、アッパーリスバーン街）
クレイトンのガソリンスタンドで車爆弾が爆発し、ガソリンのポンプに着火した。
午後3：05（変電所、ソールズベリー通り）
ソールズベリー通りとヒューエンデン通りの交差点にある変電所で車爆弾が爆発した。変電所と周辺の住宅が甚大な被害を受けた。
午後3：05（鉄道架橋、フィナイー街北）
フィナイー街北でトラック爆弾が爆発した。
午後3：09（鉄道歩道橋、ウィンザー・パーク）
ウィンザー・パークのフットボールグラウンドを走る鉄道にかかる歩道橋上で爆弾（30ポンド〔14 kg〕の爆発物を含んでいたと推定される）が爆発した。 コンクリートの枕木が線路上に吹き上げられ、運行の妨げとなった。爆破時刻を午後2:09とする情報もある。
午後3：12（イーストウッドガレージ、ドニゴール通り）
ドニゴール通り沿いのイーストウッドガレージが車爆弾（150ポンド〔68 kg〕の爆発物を含んでいたと推定される）で破壊された。数名の負傷者が出た。
午後3：15（ステュワーツタウン街）
ステュワーツタウン街に放置されたと考えられる爆弾が爆発したが、重傷者は出なかった。
午後3：15（ケーブヒル街）
北部ベルファストのケーブヒル街端にある一階建ての店舗の通りの外で車爆弾（50ポンド〔23 kg〕の爆発物を含んでいたと推定される）が爆発した。その店舗は様々な宗派の信徒が住む地域に建っており、これらの地域は爆破の警告がなされていなかった。この爆発で2人の女性と1人の男性が死亡した。7人の子を持つ母であったカトリック、マーガレット・オヘア（37歳）は彼女の車の中で死亡した。彼女の11歳の娘も同車内におり、重傷を負った。カトリックのブリジッド・マリー（65歳）、プロテスタントのスティーヴン・パーカー（14歳）も死亡し、他にも多くの者が重傷を負った。スティーヴン・パーカーの父親であるジョセフ・パーカー牧師は霊安室で、息子のポケットに入っていた手品用のマッチの箱と、事件時に着ていたシャツとスカウトベルトでしか遺体を自らの息子のものだと判断できなかった。爆破時刻を午後3:20とする情報もある。
午後3：25（リズバーン街近郊の鉄道線路）
リズバーン街近郊の鉄道線路で爆弾が爆発した。
午後3：30（グローヴナー街）
グローヴナー街の北アイルランドキャリーズ駅で、爆弾（50ポンド〔23 kg〕の爆発物を含んでいたと推定される）が爆発した。重傷者は出なかった。